# Semič
Semič è un comune di 3 901 abitanti della Slovenia meridionale.

## Storia
Dal 1941 al 1943, a seguito dell'invasione della Jugoslavia da parte delle truppe dell'Asse, venne occupato dall'esercito italiano e annesso all'Italia nella neocostituita Provincia di Lubiana.